# Societatea pentru Salvarea Basarabiei
Societatea pentru Salvarea Basarabiei sau Comitetul de la Odesa pentru salvarea Basarabiei” a fost o organizație din Odesa cu caracter politic înființată în anul 1918 cu concursul factorilor de decizie de la Kiev, care a avut drept scop desprinderea Basarabiei de România și anexarea ei la Ucraina, ori la Rusia, în cazul restabilirii fostului imperiu țarist.

## Cadru
Respectiva organizație a fost înființată de unii membrii ai minorităților basarabene – altădată prosperi sub regimul țarist, care avusese interesul de a le oferi totul și, un timp Societatea a fost  sprijinită financiar de către generalul Denikin. Au existat și alte grupuri similare, dizolvate după încheierea Conferinței de Pace de la Paris și după instalare fermă în Rusia a  regimului bolșevic. Unii dintre dintre membrii respectivelor grupări, ulterior s-au asociat Societății Basarabenilor din URSS.

## Scopuri și acțiuni
Alături de Comitetul Militar de Salvare a Basarabiei aflat tot în Odesa, această organizație avea printre scopuri pe acelea de a face în Basarabia propagandă antiromânească și de a înființa acolo puncte de agitație, care la momentul propice ar fi putut porni o răscoală în spatele frontului român. De asemenea, tot printre obiective s-a aflat și acela de a favoriza recrutarea de tineri și mai ales de ofițeri, pentru ca aceștia să treacă în Ucraina cu scopul de a se înscrie în detașamente ce ar fi urmat ulterior să atace teritoriul basarabean.
Un memoriu al acestei societăți, alcătuit la ordinul lui  Vladimir Ilici Lenin, a fost prezentat Conferinței de Pace de la Paris cu intenția de a demonstra că Sfatul Țării nu a fost un parlament real și că fosta gubernie fusese de fapt ocupată de către Armata României. Respectivul memoriu a inclus întreaga argumentație bolșevică ce a pus la îndoială unirea Basarabiei cu România.